# Пуланковиці
Пуланковиці (пол. Pułankowice) — село в Польщі, у гміні Вільколаз Красницького повіту Люблінського воєводства.
Населення — 445 осіб (2011).

## Демографія
Демографічна структура станом на 31 березня 2011 року:
|          | Загалом | Допрацездатний вік | Працездатний вік | Постпрацездатний вік |
| -------- | ------- | ------------------ | ---------------- | -------------------- |
| Чоловіки | 210     | 37                 | 153              | 20                   |
| Жінки    | 235     | 57                 | 129              | 49                   |
| Разом    | 445     | 94                 | 282              | 69                   |